# 蘇利南角蛙
蘇利南角蛙（学名：Ceratophrys cornuta）又被稱為亞馬遜角蛙或霸王角蛙，分佈於南美洲北部。在所有角花蟾屬中，此種是眼上突起最發達的，背部有蝴蝶狀的花紋，體色有褐、橘、綠、灰白等，喉部呈整片深黑色，口腔內為白色，後肢有發達的蹼。

## 寵物
在日本是人氣最高的品種。台灣每年都有進口但進口量非常的少。分佈在廣大的南美洲。喜棲於落葉林中，以哺乳類、爬蟲類、兩棲類、大型昆蟲為食〈其實只要是吞的下去的生物角蛙都會把牠們吞下肚〉。大雨後會聚集在大水窪產卵。一卵塊內約有 1,000 顆卵。蝌蚪以同類或腐屍為食，蝌蚪全長約 4.7cm。在飼養上與一般角蛙无异但有些個體會有拒食現象，期初必需以強制餵食 （當本種威嚇時，將活物放入咽喉處，吻部輕壓住，避免食物再吐出來，直到吞下為止）才有存活的機會。成體可長至 20（7.9英寸）。另外，本種是市面上所有角蛙中最兇暴的，抓取時請小心。(據調查，台灣市場上霸王角蛙目前普遍為CB種，個性溫馴膽小，進食速度慢消化器官弱，飼養需注意)

## 圖片

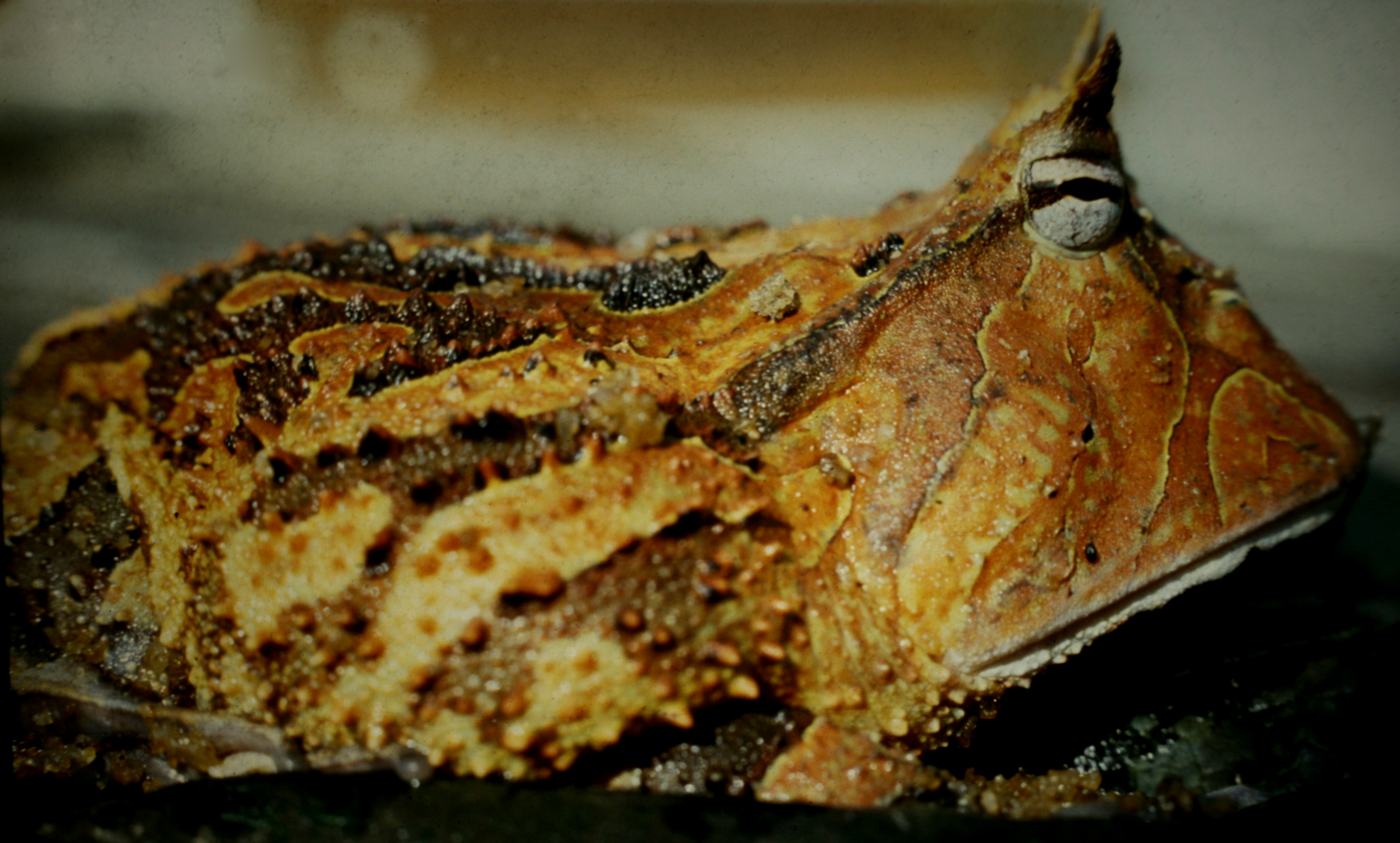
蘇利南角蛙側面
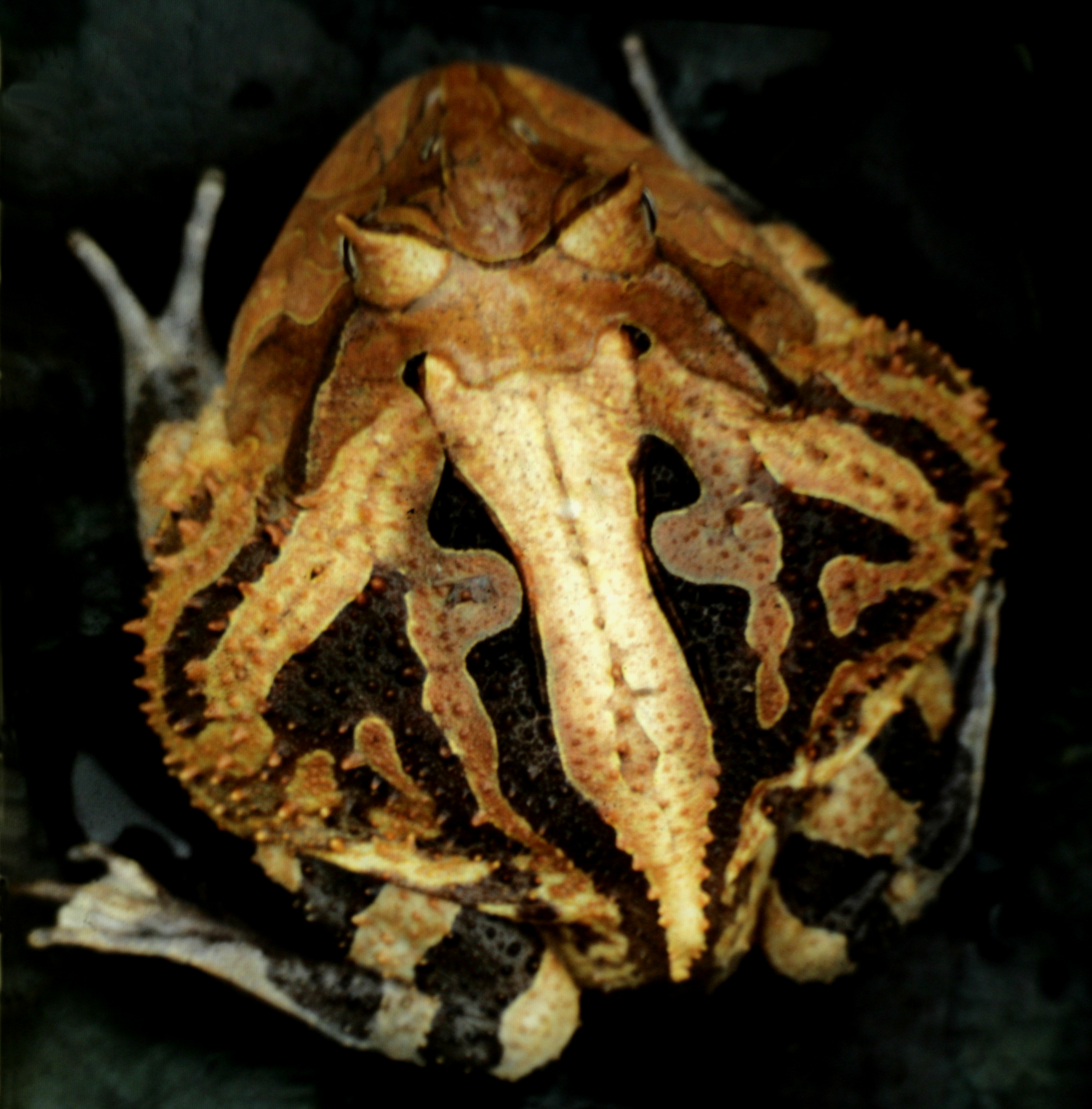
蘇利南角蛙背面
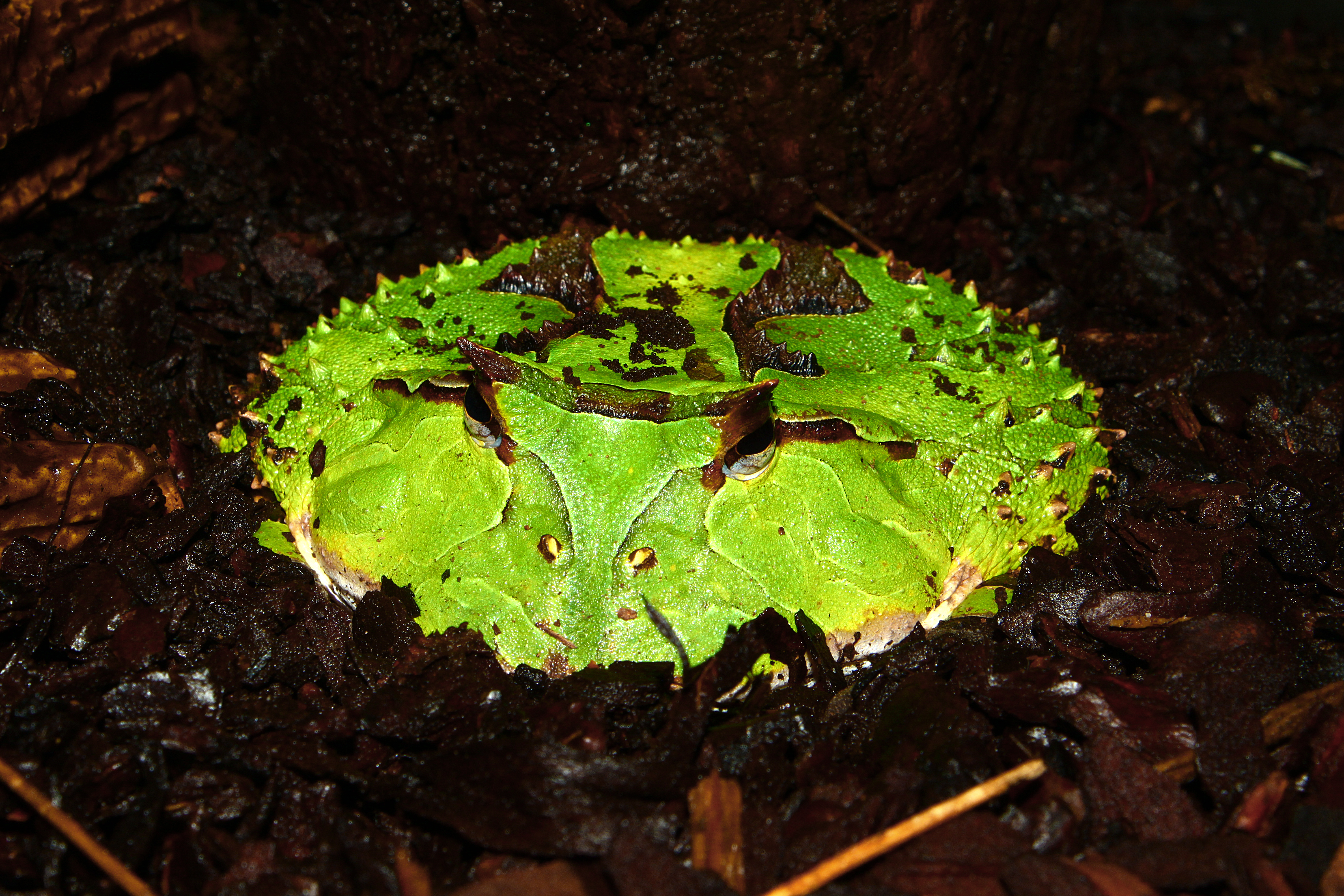
挖掘行為
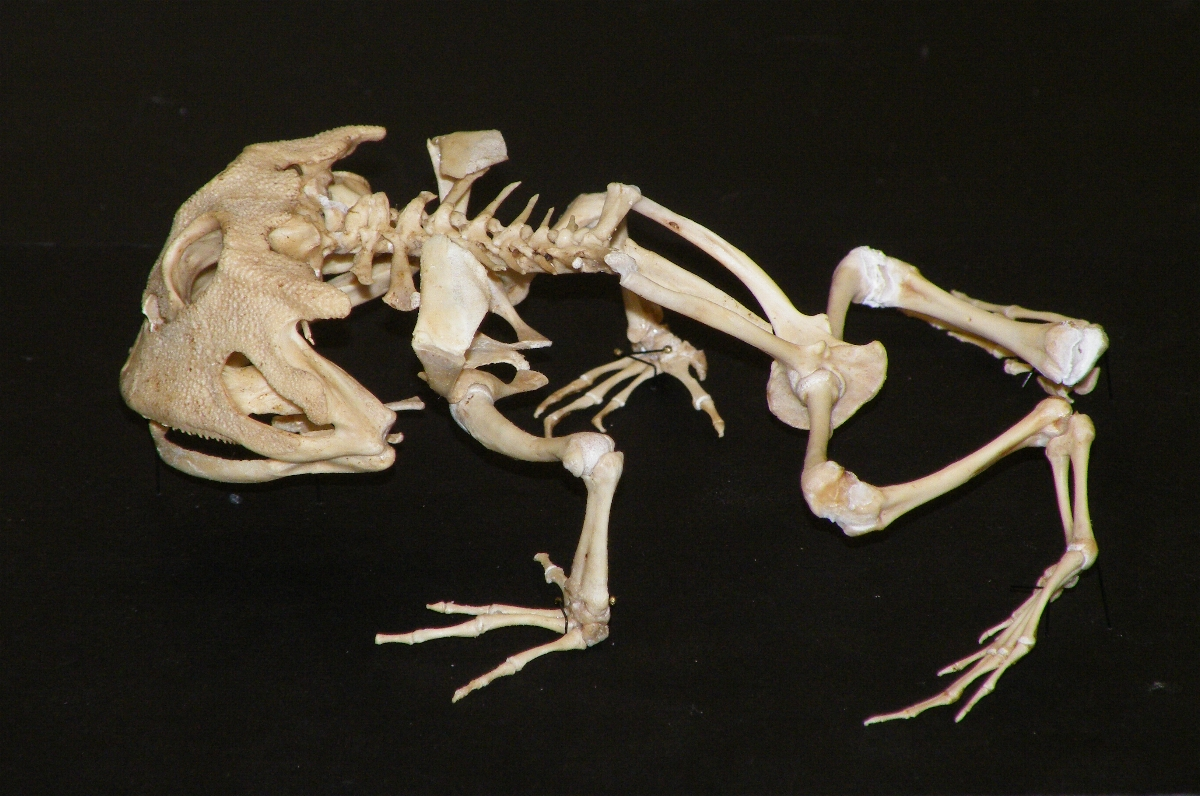
蘇利南角蛙骨架
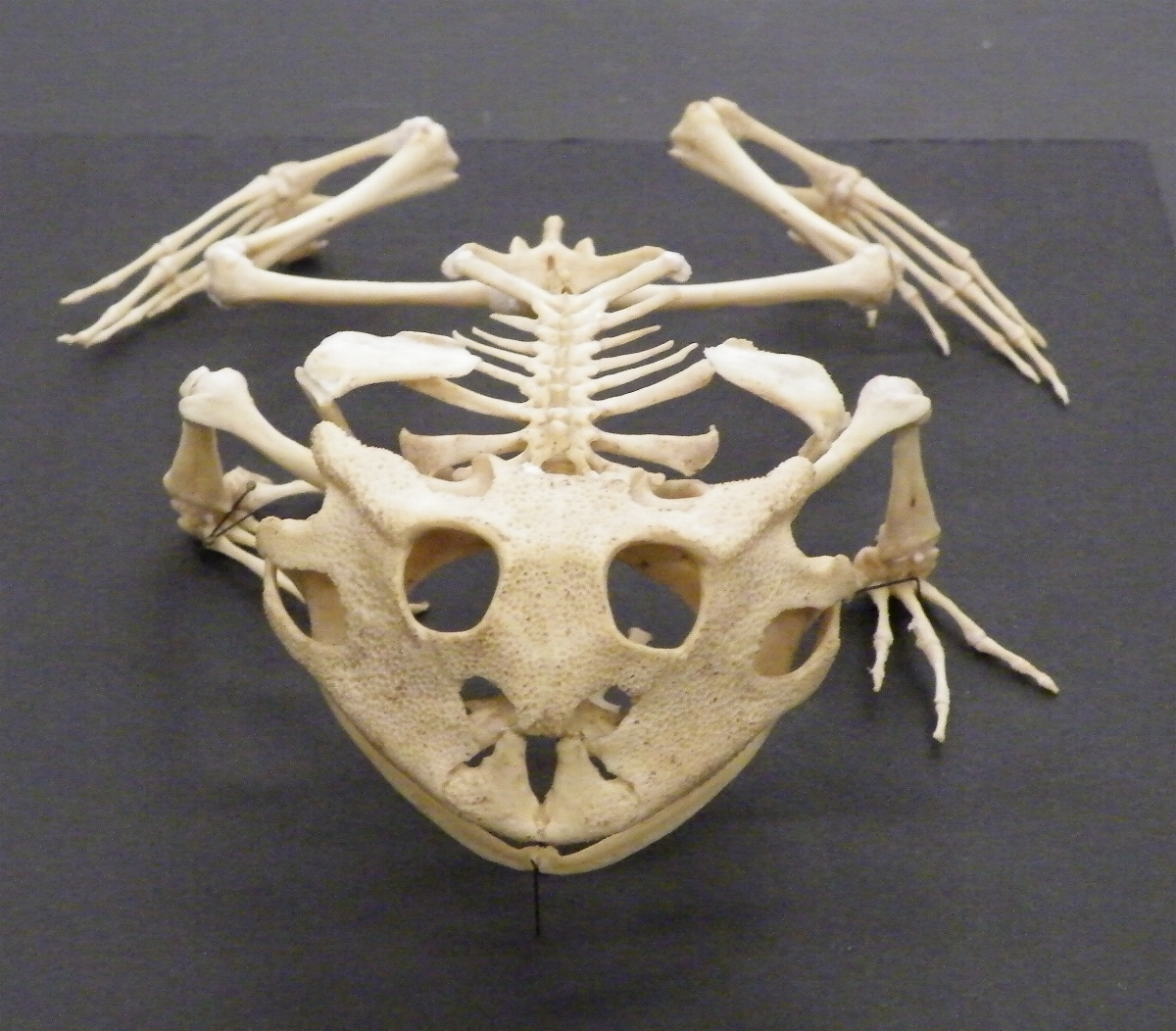
蘇利南角蛙骨架

## 外部連結
- 维基共享资源上的相關多媒體資源：Surinam horned frog
- 維基物種上的相關：Surinam horned frog